# رود ساموریادوفکا
رود ساموریادوفکا (انگلیسی: Samoryadovka) یک رودخانه در استان مسکو کشور روسیه است..